# Aggertalhöhle

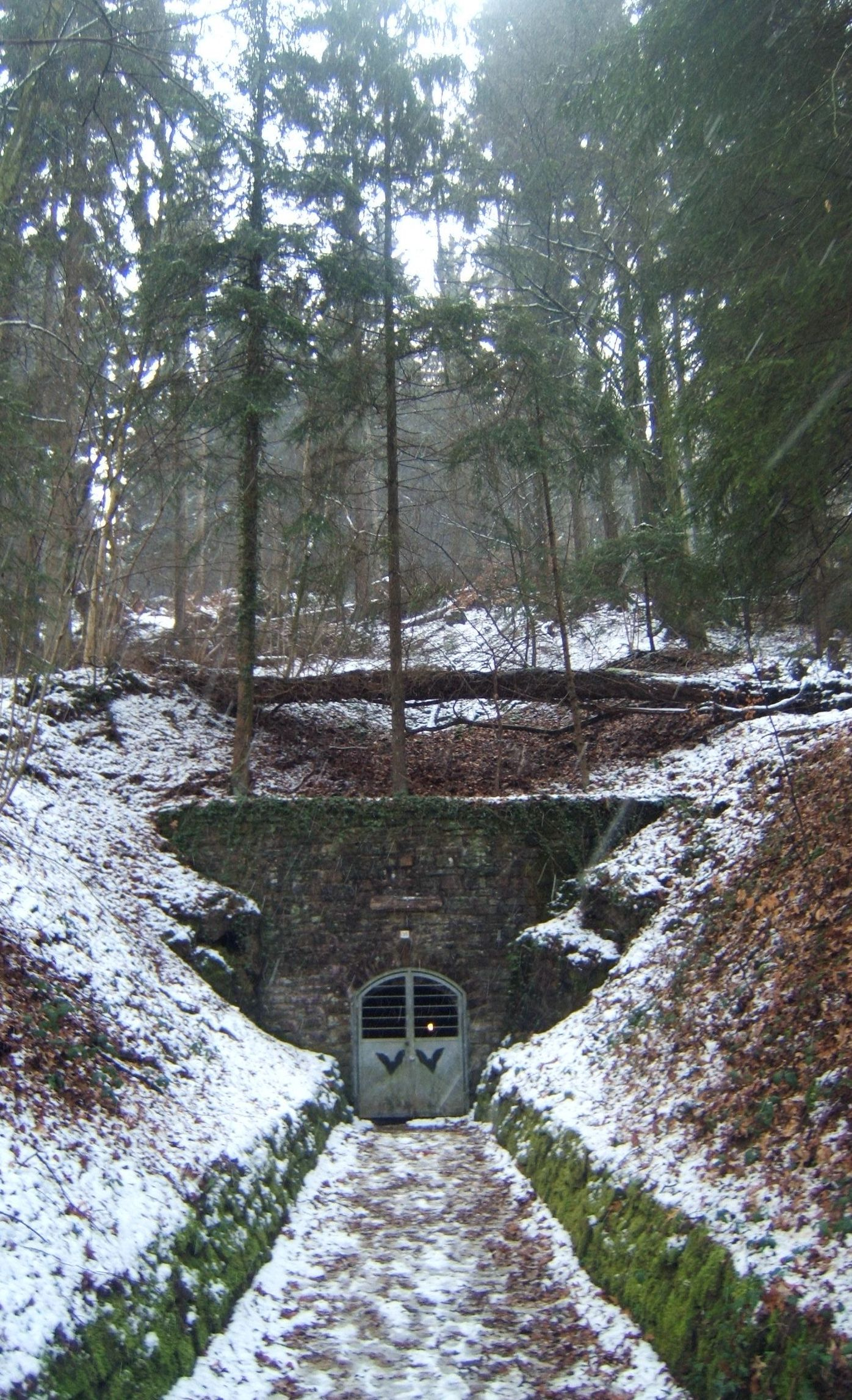
Grottans ingång

Aggertalhöhle är en grotta i det tyska förbundslandet Nordrhein-Westfalen som visas för allmänheten.

## Beskrivning
Hela grottan är 1071 meter lång och har en höjdskillnad på 31 meter. För besökare visas en 270 meter lång sträcka med 10 meter höjdskillnad. Grottan är fattig på droppsten, däremot hittas här många fladdermöss. I grottan observerades stort musöra, fransfladdermus, vattenfladdermus och mustaschfladdermus.
Det är inte helt utrett när grottan upptäcktes av människor. Enligt den äldsta kända berättelsen uppsöktes grottan 1773 för första gången. Fram till slutet av 1800-talet besöktes grottan bara vid enstaka tillfällen då den enda ingången var ett svårtillgängligt slukhål. 1890 borrades en nästan horisontal stollgång.